# Nintendo Scope 6
 (janvier 2012).
Nintendo Scope 6, nommé Super Scope 6 au Japon et aux États-Unis, est un jeu vidéo de tir au pistolet sorti uniquement en bundle avec le Super Scope, un accessoire en forme de bazooka, en février 1992 aux États-Unis, en Octobre 1992 en Europe et en Australie, et le 21 juin 1993 au Japon sur la Super Nintendo.

## Système de jeu
Nintendo Scope 6 propose 2 jeux principaux, à savoir Blastris et LazerBlazer, eux-mêmes divisés en 3 mini-jeux, ce qui fait un total de 6 mini-jeux, d'où le titre du jeu. Les choix dans les menus se fait uniquement via le périphérique de la Super Nintendo.

### Blastris
Ce jeu contient 3 mini-jeux que sont Blastris A, Blastris B ainsi que Mole Patrol. Ce jeu est basé sur des jeux de réflexion comme Tetris ou Dr. Mario.

### LazerBlazer
Il contient également 3 mini-jeux. Ils se nomment Intercept, Engage et Confront. Il est plus orienté action que Blastris. Ils ont pour thème une bataille aérienne futuriste.